# Donkey Konga 2
 (mars 2020).
Si vous disposez d'ouvrages ou d'articles de référence ou si vous connaissez des sites web de qualité traitant du thème abordé ici, merci de compléter l'article en donnant les références utiles à sa vérifiabilité et en les liant à la section « Notes et références ».
Donkey Konga 2 est la suite du jeu Donkey Konga, qui est également un jeu de rythme et qui reprend le même personnage (Donkey Kong). Peu d'éléments changent par rapport à son prédécesseur, si ce n'est une nouvelle bande sonore, de nouveaux mini jeux et quelques améliorations graphiques. Il se joue également à l'aide du bongo DK.
Certaines critiques iront jusqu'à dire que ce jeu n'est qu'un add-on à payer au prix fort.

## Système de jeu
Il reste inchangé par rapport à la première version.

## Bande sonore
- All star (Smash Mouth)
- Are You Ready For Love? (Elton John)
- Boombastic (Shaggy)
- Breakfast at Tiffany's (Deep Blue Something)
- Don't let me get me (Pink)
- Enjoy The Silence (Depeche Mode)
- I'm a Slave 4 U (Britney Spears)
- Losing My Religion (R.E.M.)
- Na na hey hey kiss him goodbye
- Runaway Train (Soul Asylum)
- Shiny Happy People (R.E.M.)
- Sidewalks (Story of the Year)
- Trouble (Pink)
- Jungle Boogie
- That's the way (I like it) (K.C. & the Sunshine Band)
- Don't Let Me Be misunderstood (Santa Esmeralda)
- La bamba (Ritchie Valens)
- La Cucaracha
- Une petite musique de nuit – Mozart (Sérénade no 13 en sol majeur)
- Havanaise – Bizet (Carmen)
- Ouverture – Rossini (Guillaume Tell)
- Green Greens (Kirby's Dream Land)
- Thème Donkey konga 2
- Thème Mute city (F-Zero)
- Thème principal Pokémon
- Thème Super Mario Bros. 3
- Contact
- Drive (Incubus)
- I don't want to know (If you don't want me) (the Donnas)
- I just wanna live (Good Charlotte)
- Mansize Rooster (Supergrass)
- Predictable (Good Charlotte)
- Pumping on your stereo (Supergrass)

## Dates de sortie
- Japon :  1er juillet 2004
- États-Unis : 9 mai 2005
- France : 3 juin 2005